# 奧利佛·薩克斯

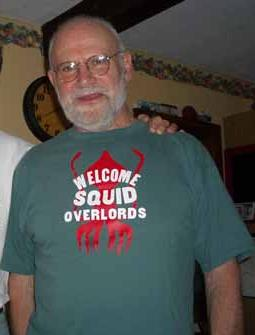
奧利佛·薩克斯，攝於2005年

奥利佛·萨克斯，CBE（1933年7月9日—2015年8月30日），英国伦敦醫生、生物學家、脑神经学家、作家及業餘化學家。他根据他对病人的观察，而写了好几本畅销书。他側重於跟隨19世紀傳統的「臨床軼事」，文學風格式的非正式病歷。他最喜愛的例子為亚历山大·鲁利亚著作的記憶大師的心靈。

## 學經歷與著作
他在牛津大学王后学院学医，后到美国加州大学洛杉矶分校神经科執業，1965年移居纽约，从医并教书。他在爱因斯坦医学院担任临床脑神经教授、纽约大学医学院担任脑神经科客座教授及为安贫小姊妹会担任顾问脑神经专家。
萨克斯只在他的病例中記述少量的臨床數據，主要集中在病人的經歷上(其中一個病例為他本人)。其中許多病例均無法治愈或接近無法醫治，但病人會以不同方式改變他們的病情。
他最著名的著作之一——《睡人》（Awakenings）講述了他在多名1920年代的昏睡病嗜眠性腦炎病人身上試用新藥左旋多巴的經歷。該書於1990年被改編成電影無語問蒼天，並由知名影星羅賓·威廉斯與勞勃·狄尼洛主演。同時也是英國電視連續劇Discovery (英國電影劇)首集的主題。
在他的某些書中描述了帕金森氏症的各种影响以及杜雷特症的个案。《錯把太太當帽子的人》一書中的其中一個案例是一位患有視覺失認症患者(1987年麥可·尼曼創作的歌劇亦以此主題)，《火星上的人类学家》是关于天寶·葛蘭汀（一位高功能自闭症的教授）的描述。萨克斯的著作至少被翻译成25种语言。

## 私人生活
薩克斯終身未婚，且多數時間都是獨居。直到他晚年時，他才公開分享他的私人訊息。他在他2015年的自傳《勇往直前》(On the Move: A Life)中首度揭露他的同性戀身分。他在晚年時與作家Bill Hayes建立長期伴侶關係，直到薩克斯死亡時，這段關係都還持續著。
他在2001年的的一項訪談中將自己的「重度害羞」描述成一種疾病，並認為這導致了他在人際互動上的障礙。薩克斯相信他的害羞源自於他的臉盲症，如同他在《錯把太太當帽子的人》一書中所描述的患者。他的症狀之嚴重，甚至讓他無法辨識鏡子中的自己。

## 作品列表
- 《偏头痛》(Migraine) (1970年)。
- 《睡人》(Awakenings) (1973年)；范昱峰譯（1998年），台北：時報文化。
- 《单脚站立》(A Leg to Stand On) (1984年)。 (萨克斯在一場意外後無法控制自己雙腳的經歷)
- 《错把太太当帽子的人》(1985年)；孙秀惠译 (1996年)，台北：天下文化。
- 《看見聲音：走入失聰的寂靜世界》(Seeing Voices: A Journey Into the World of the Deaf) (1989年)；韓文正譯 (2004年)，台北：時報文化。
- 《火星上的人类学家》(An Anthropologist on Mars) (1995年)； 趙永芬譯 (2008年)，台北：天下文化。
- 《色盲岛》(The Island of the Colorblind) (1997年)；黃秀如譯（1999年），台北：時報文化。 (一個島嶼社群上先天性完全色盲的病例文學)
- 《钨丝舅舅─少年奥立佛．萨克斯的化学爱恋》(2001年)；廖月娟譯（2003年），台北：時報文化。
- 《蕨樂園：腦神經外科權威的墨西哥之旅》(Oaxaca Journal) (2002年)；黃芳田譯（2004年），台北：馬可孛羅。
- 《腦袋裝了2000齣歌劇的人》(Musicophilia: Tales of Music and the Brain)（2007年）；廖月娟譯（2007年），台北：天下文化。
- 《看得見的盲人》(The Mind's Eye) (2010年) ；廖月娟譯 (2012年)，台北：天下文化。
- 《幻覺》(Hallucinations) (2012年)；楊玉齡譯 (2014年)，台北：天下文化。
- 《勇往直前》(On the Move: A Life) (2015年)；黃靜雅譯 (2016年)，台北：天下文化。(自傳)
- Gratitude (2015) （於薩克斯死後出版，未有中譯版） ISBN 978-0451492937
- 《初戀和最後的故事：關於大腦、生命和愛，奧立佛．薩克斯的記憶之書》(Everything in Its Place: First Loves and Last Tales) (2019年)；羅亞琪譯 (2023年)，台北：三民書局。